# Etilbromid
Etilbromid (tudi bromoetan; formula C2H5Br) je kemična spojina ogljika, vodika in broma. Spojina je tekoča, brezbarvna in ima vonj podoben etru. Je lahko vnetljiva, škodljiva zdravju in nevarna za ljudi in okolje, saj je rakotvorno.

## Prva pomoč
Splošni nasvet: posvetovati z zdravnikom. V primeru iskanja zdravniške pomoči pokazati embalažo.
Vdihovanje: pri vdihovanju premakniti osebo na svež zrak. Če oseba ne diha pričeti s postopkom prve pomoči-unetnim dihanjem. Posvetovati z zdravnikom.
Stik s kožo: izprati z milom in vodo. Posvetovati z zdravnikom.
Stik z očmi: najmanj 15 minut izpirati z vodo. Posvetovati z zdravnikom
Zaužitje: NE izzvati bljuvanja. Izprati usta z veliko vode. Nezavestni osebi nikoli ne dajajte prve pomoči z neposrednim kontaktom z usti. Posvetovati z zdravnikom.

## Ukrepanje ob požaru
Ustrezna sredstva gašenja: majhne požare gasimo z peno, ogljikovim dioksidom, ali z suhimi kemikalijami. Za večje požare uporabimo vodo s čim večje oddaljenosti. Uporabimo velike količine razršene vode saj je curek lahko neučinkovit
Zaščitna oprema gasilcev: obvezna uporaba dihalnih aparatov
dodatne informacije: neodprto embalažo ohladimo z vodo.

## Ukrepi pri nezgodnih izpustih
Osebni varnostni ukrepi: obvezna uporaba zaščitne opreme. Izogibamo se vdihovanju hlapov, meglic ali plinov. Zagotovimo zadostno prezračevanje. Odstranimo vse vire vžiga. V primeru uhajanja evakuiramo osebje na varna območja. Hlapi lahko tvorijo eksplozivne koncentracije. Hlapi se zadržujejo v nižjih legah.
okljski varnostni ukrepi: preprečimo iztekanje v kanalizacijo.
Metode čiščenja: zajezimo razlitje in ga osušimo z negorljivim vpojnim materialom(pesek, zemlja, diatomejska zemlja, vermikulit), katerega spravimo v zabojnike za odstranjevanje v skladu z predpisi.

## Ravnanje in hramba
Ravnanje: izogibajmo se vdihovanju. Ločimo od virov vžiga. Preprečimo nastajanje statične elektrike.
Hramba: hranimo v prezračevanem, hladnem in suhem prostoru, v dobro zaprti embalaži. Odprto embalažo hraniti v položaju ki onemogoča iztekanje. Občutljivo na svetlobo. Pred odprtjem zamrzniti.

## Osebna zaščitna oprema
Zaščita dihal: uporaba večnamenskega celoobraznega dihalnega aparata(US) ali tip AXBEK(EN 14387) oz. dihalnih aparatov po standardu NIOSH(US) ali CEN(EU).
Zaščita rok: uporaba zaščitnih rokavic ki izpolnjujejo zahteve direktive EU 89/686/EEC in standarda EN 374.
Zaščita oči: obvezna uporaba zaščitnih očal
Zaščita telesa: zaščitno obleko izberemo glede na koncentracijo snovi v delovnem okolju.
Higiena: umivanje rok pred premori in pred koncem delovnika.

## Fizikalne in kemijske lastnosti
Videz: oblika: jasna, tekoča; barva: brezbarvna
Varnostni podatki
- pH: ni podatka
- Tališče: -119ºC
- Vrelišče: 37-40ºC
- Plamenišče: -23ºC
- Temperatura vžiga: 511ºC
- Nižja meja eksplozivnosti: 6,75%
- Višja meja eksplozivnosti: 11,25%
- Parni tlak: 519,7 hPa pri 20ºC

1.745,2 hPa pri 55ºC
- Gostota: 1,46g/mL pri 25ºC
- Topnost v vodi: ni podatka
- Relativna parna gostota: 3,76

-(Zrak=1.0)

## Stabilnost in reaktivnost
Stabilnost pri shranjevanju: stabilno pri priporočenih pogojih shranjevanja.
Izogibati: vročini, plamenom, iskram.
Izgibati se stikom z: močno bazo, močnim oksidantom, magneziju, kaliju, kalciju, natriju/natrijevim oksidom, aluminiju, cinku, alkalijskim kovinam.
Nevarni razpadli produkti: se pojavljajo v stiku z ognjem-ogljikovi oksidi, plin vodikov bromid.

## Toksikološki podatki
Akutna strupenost
- LD50 oralno: podgana 1.350mg/kg
- LC50 vdihovanje: podgana 1h 26980ppm

Kronična izpostavljenost
- Rakotvornost: podgana vdihovanje
- Tumorotvornost: dvosmiselen tumorotvorni medij po RTECS kriteriju. Možganski tumor
- Rakotvornost: miš vdihovanje
- Tumorotvornost: rakotvorno po RTCES kriteriju. rak maternice
- IARC: C3

Znaki izpostavljenosti
- Omotica, slabost, ataksija.
- Ciljni organi: Živčevje, jetra, ledvice, srce.

## Odstranjevanje
Uničevati v posebnih kemijskih sežigalnicah. Upoštevati je potrbeno okoljevarstvene predpise pri odvozu kemikalije.